# Evolutionärer Humanismus

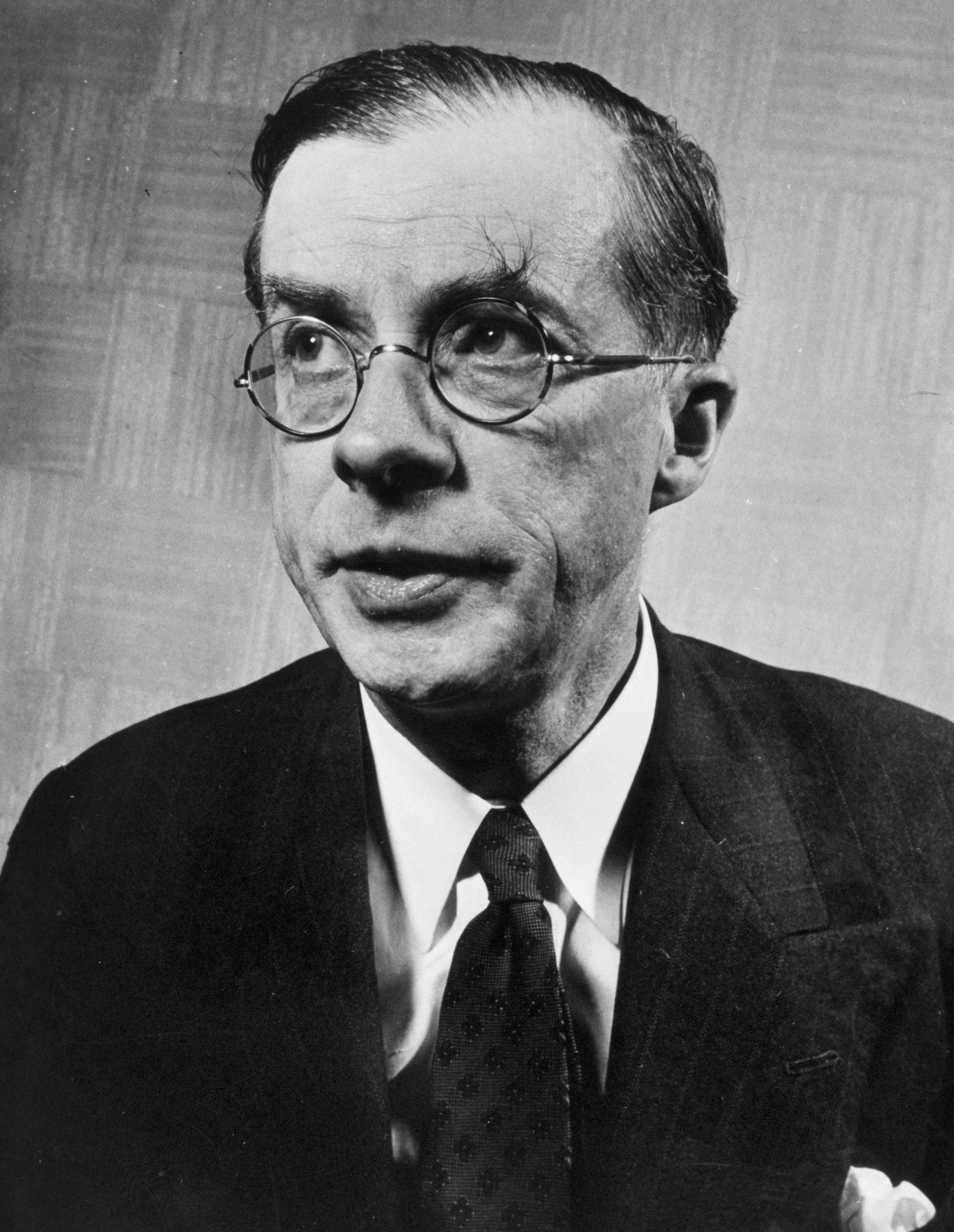
Julian Huxley, 1964

Evolutionärer Humanismus ist die Selbstbezeichnung einer Reihe von humanistischen Weltanschauungen, die die Einbindung des Menschen in die biologische Evolution betonen. Der Ausdruck wurde von Julian Huxley englisch als Evolutionary Humanism in Essays of a Humanist (1964) geprägt. Nach Gerhard Vollmer unterscheiden sich nach dem Zweiten Weltkrieg entstandene humanistische Strömungen, wie der evolutionäre Humanismus (aber auch der Transhumanismus), durch ihre Begründungsgrundlage von traditionellen humanistischen Entwürfen. Diese begründeten ihr Welt- und Menschenbild geisteswissenschaftlich, u. a. im Bezug auf metaphysische Systeme, also auf Transzendentes (siehe Theistische Evolution). Die jüngeren humanistischen Entwürfe verzichten auf Rechtfertigungsgründe außerhalb der erfahrbaren Welt und betonen die Natur- und Sozialwissenschaften, erweitern dabei aber auch den Evolutionsbegriff um soziale und kulturelle Dimensionen. In Nachfolge von Huxley nennt Vollmer Michael Schmidt-Salomon und Gerhard Engel als Vertreter des evolutionären Humanismus.

## Begriffsprägung
Vor dem Hintergrund des Zweiten Weltkriegs ging es Huxley um die Begründung einer universellen Ethik, die dabei nicht Bezug nahm auf die vorhandenen Begründungen und die Weltbilder der christlichen Bekenntnisse, des Islam oder des Hinduismus, aber auch nicht auf politische Ideologien wie Kapitalismus, Marxismus, Sozialismus, Totalitarismus oder Nationalismus. Die Basis müsse vielmehr ein wissenschaftlicher Humanismus sein, der als Arbeitsphilosophie für die UNESCO dienen sollte, deren Generalsekretär er war.

„Im gegenwärtigen beängstigenden Zeitalter der verlorenen Illusionen, nach zwei großen Kriegen, haben wir einen weitgehenden Zusammenbruch überlieferter Glaubensüberzeugungen erlebt, aber gleichzeitig wurden wir uns in steigendem Maße bewusst, dass eine rein materialistische Anschauung keine angemessene Grundlage für das menschliche Leben bieten kann. Wir wurden aber auch Zeuge eines phantastischen Anwachsens wissenschaftlicher Erkenntnisse über die Materie des Universums, über das Leben und die Psyche, über die menschliche Natur und die menschliche Gesellschaft, über Kunst, Geschichte und Religion; doch große Bruchstücke dieses neuen Wissens liegen ungenutzt herum, sie werden nicht weiterverwendet oder zu fruchtbringenden Begriffen und Prinzipien zusammengefasst.“

Diese Arbeitsphilosophie könne nicht statisch oder idealistisch sein. Es solle ein evolutionärer Ansatz gewählt werden, der die Notwendigkeit lehrt, in dynamischen Kategorien wie Geschwindigkeit und Richtung von Entwicklungen zu denken, statt statisch von gegenwärtiger Position und Erreichtem. Damit würden nicht nur die Ursprünge und biologischen Quellen der menschlichen Werte sichtbar, auch natürliche Phänomene und potenziell widersprüchliche Trends könnten besser eingeordnet werden.

## Ideengeschichte
Wenn auch Julian Huxley den Begriff evolutionärer Humanismus begründete, wurden auch andere vor ihm avant la lettre mit solchen Positionen in Verbindung gebracht. Dass Charles Darwin humanistisch dachte, lässt sich an vielen Stellen seines Werks ablesen. Insbesondere in seinem Buch The Descent of Man, and Selection in Relation to Sex (Die Abstammung des Menschen und die geschlechtliche Zuchtwahl) macht Darwin sich Gedanken über die Stellung des Menschen bei seiner unbestreitbaren Abstammung aus dem Tierreich.
Pjotr Alexejewitsch Kropotkin erarbeitete Anfang des 20. Jahrhunderts eine ausführliche Beschreibung kooperativen Handelns und einer Ethik nach evolutionären Mechanismen, basierend auf dem Tierreich. Der evolutionäre Humanismus soll auf Basis wissenschaftlicher Erkenntnisse und humanistischer Werte Antworten auf die existenziellen Grundfragen des Menschseins geben.

### Kropotkin: Kooperation und Ethik entwickelten sich aus dem Tierreich

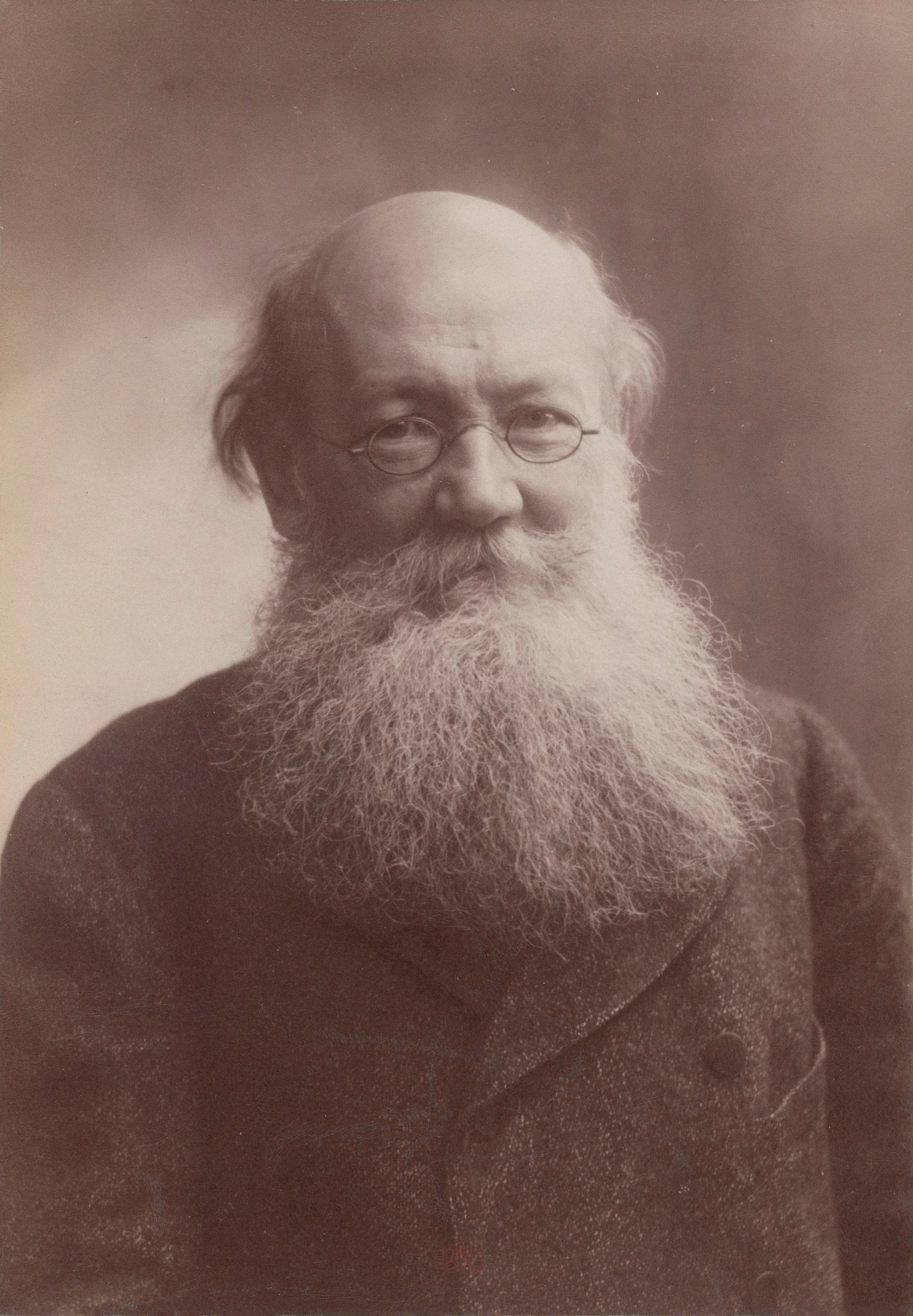
Pjotr Kropotkin

Pjotr Alexejewitsch Kropotkin setzte sich in seinen Büchern Gegenseitige Hilfe in der Tier- und Menschenwelt und Ethik, Ursprung und Entwicklung der Sitten intensiv mit der Evolutionstheorie nach Darwin auseinander, vor allem mit der damals populären Auslegung als Überlebenskampf (Survival of the Fittest) und ihrer Anwendung auf die Soziallehre in Form des Sozialdarwinismus. Dieser Idee eines erbarmungslosen Konkurrenzkampfs als „natürliche“ Verhaltensweise, der andere ethische Vorstellungen gegenüberstehen, stellt Kropotkin die Vorstellung eines evolutionären ethischen Fortschritts entgegen.
In Ethik beschreibt Kropotkin zunächst, welche Hauptlinien der Ethik sich im Laufe der vergangenen 2500 Jahren entwickelt haben. Er stellt fest, dass ethische Theorien oft die Fragen nach dem Ursprung des Impulses, sich ethisch zu verhalten, aussparen. Dafür bietet Kropotkin einen biologisch-evolutionären Ansatz, der die Menschen als ethisch handelnde Wesen in einem Kontinuum mit der Tierwelt sieht. Er grenzt sie also weder von der Tierwelt ab, wie religiöse Positionen, noch teilt er den ethischen Nihilismus anderer szientistischer Positionen (wie des Sozialdarwinismus). Diesen Ursprung sieht er in einem Gefühl von Gleichartigkeit, das er schon bei einfachen, gesellig lebenden Tieren vorzufinden meint: Der Andere (zunächst der eigenen Art) wird als ein Gleicher empfunden, was zur Bildung von Verhaltensweisen führt, die später zu Gerechtigkeit (im Sinne von Gleichberechtigung) führen, und zu einer grundsätzlichen Sympathie und der gegenseitigen Hilfe. Das steht im Gegensatz zu anderen Metaethischen Positionen, die z. B. die Ethik etwa auf dem Gefühl von Lust und Unlust aufbauen (Eudaimonie, Hedonismus, Utilitarismus) oder auf einer Idee der Pflicht, die metaphysisch oder religiös gerechtfertigt wird. Kropotkin betont, dass diese seiner Meinung nach keine Bereitschaft zur Aufopferung (Altruismus) erklären können, die unbedingte Solidarität mit dem Anderen dagegen sehr wohl. Die Frage nach einer Motivation zu altruistischem Verhalten ist ein Grundthema humanistischer Ethik-Konzeptionen.

### Huxley: Begriffsbildung für eine wissenschaftsbasierte Weltanschauung
Aus Sicht Huxleys – der den Begriff evolutionärer Humanismus ursprünglich als Arbeitsphilosophie für die UNESCO schuf – ist die Wissenschaft in der Lage, im Rahmen einer allgemeinen Theorie der Evolution nicht nur die biologische Evolution, sondern auch anorganische Entwicklungen wie die Sternenentwicklung auf der einen Seite sowie auch menschliche und soziale Entwicklungen auf der anderen Seite zu erklären. Den Menschen sieht Huxley dabei als das höchste Produkt der Evolution an, weil der Mensch zudem fähig sei, die Evolution zu kontrollieren und, beispielsweise durch Gentechnik am Menschen, voranzutreiben. Gleichwohl erkannte er an, dass wissenschaftliche Erkenntnisse stets fehleranfällig und somit korrekturbedürftig sind und auch ethisch-politische Normen einem historischen Entwicklungsprozess unterliegen.
Somit weist der evolutionäre Humanismus Züge auf, die für Weltanschauungen untypisch sind. Er setzt sich selbst nicht absolut, sondern versucht ein Rahmenmodell zu entwickeln, das andere weltanschauliche bzw. religiöse Standpunkte fair berücksichtigt. Sein Weltbild ist nicht statisch, sondern auf stete Weiterentwicklung ausgerichtet.

### Schmidt-Salomon: Philosophische Weiterentwicklung des Konzepts

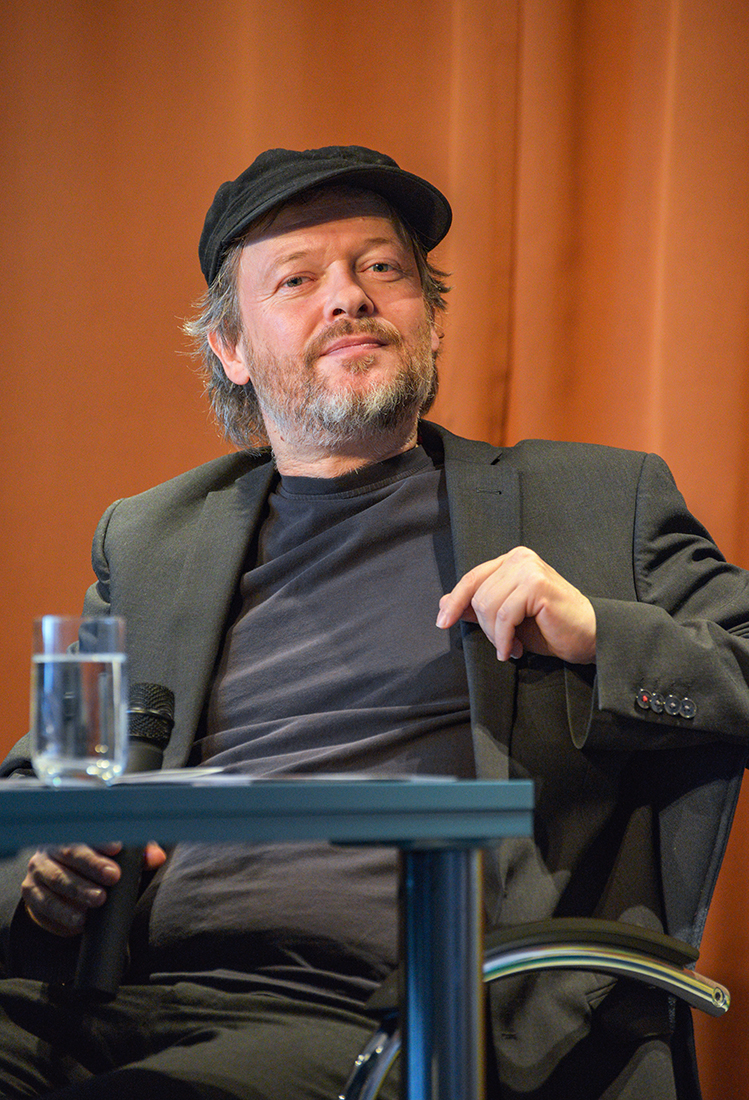
Michael Schmidt-Salomon

Die Offenheit des Konzepts gegenüber neuen Erkenntnissen und alternativen Sichtweisen zeigt sich darin, dass sich der evolutionäre Humanismus, wie er im Manifest des evolutionären Humanismus von Michael Schmidt-Salomon aus dem Jahr 2005 vertreten wird, teils deutlich von Huxleys Positionen aus den 1960er Jahren unterscheidet. Das Manifest des evolutionären Humanismus plädiert für eine naturalistische Philosophie.
Allerdings sollte laut Schmidt-Salomon in diesem Zusammenhang nicht übersehen werden, dass auch manche traditionelle humanistische Vorstellungen in Konflikt mit dem heutigen erweiterten Wissen über Mensch und Natur geraten seien. Evolutionär sei diese Strömung des Humanismus nicht nur, weil sie den Menschen als Zufallsprodukt der natürlichen Evolution begreife, sondern auch „weil wir nicht von absoluten, unantastbaren ewig gültigen Wahrheiten und Werten ausgehen, sondern vielmehr meinen, dass wir unsere Vorstellung über die Welt permanent kritisch hinterfragen und dann gegebenenfalls auch verändern müssen. Es ist also kein starres Weltmodell, sondern ein offenes, dynamisches, das darauf ausgerichtet ist, sich evolutionär weiterzuentwickeln.“ Der Begriff der Menschenwürde sei an das Selbstbestimmungsrecht des Individuums gebunden, woraus sich ein rein formaler, weltanschaulich neutraler Begriff der Menschenwürde ergebe, der folgendermaßen gefasst werden könne: Die Würde des Einzelnen ist dadurch bestimmt, dass der Einzelne über seine Würde bestimmt – nicht der Staat, nicht die Familie und auch keine Religions- oder Weltanschauungsgemeinschaft. Der evolutionäre Humanismus schütze als Rahmenmodell auch solche Überzeugungen, die aus seiner eigenen weltanschaulichen Perspektive als irrational erscheinen. Hier benennt er das Recht eines Gläubigen, in der „Nachfolge Jesu“ zu leiden und auf Palliativmedizin oder Sterbehilfe zu verzichten. Es stünde dem evolutionären Humanismus fern, Andersdenkenden die eigene Weltsicht aufzuzwingen. Er trete für einen weltanschaulich neutralen Staat ein, der jeder Person die Freiheit einräume, gemäß der eigenen weltanschaulichen oder religiösen Überzeugung zu leben – sofern dadurch keine Rechte Dritter verletzt werden. Der Ansatz folge dem von Karl Popper beschriebenen Konzept der offenen Gesellschaft, das auf den vier grundlegenden Prinzipien Liberalität, Egalität, Individualität und Säkularität beruht.
In den Zehn Angeboten des evolutionären Humanismus, die Schmidt-Salomon den Zehn Geboten der Bibel  gegenübergestellt, regt er an, dem großen Ideal der Ethik zu dienen, das Leid in der Welt zu mindern; sich fair gegenüber dem Nächsten und dem Fernsten zu verhalten; keine Angst vor Autoritäten zu haben, sondern den Mut, sich des eigenen Verstandes zu bedienen; sich in die Tradition derer zu stellen, die die Welt zu einem besseren, lebenswerteren Ort machen woll(t)en und das Leben zu genießen, da höchstwahrscheinlich nur dieses eine gegeben sei. In Hoffnung Mensch. Eine bessere Welt ist möglich aus dem Jahr 2014 legt er einen Schwerpunkt darauf, die positive Bilanz der Entwicklung des Menschen darzustellen. Die biologische und kulturelle Entwicklung der menschlichen Spezies zeige, dass der Mensch das Potential habe, immer „humaner“ zu werden. Er benennt positive Entwicklungen vor allem aus den Bereichen der Ethik, Wissenschaft, Technologie und Kunst, auf die es in Zukunft aufzubauen gelte. Der Text enthält verschiedene indirekte Bezüge zur Evolution und beruft sich auf naturwissenschaftliche Erkenntnisse der Soziobiologie, Hirnforschung und eine evolutionäre Erklärung der Religiosität.

### Engel: Integrativer Ausblick
Gerhard Engel (ehem. Präsidiumsmitglied bei der Humanistischen Akademie Deutschland) stellt heraus, dass der evolutionäre Humanismus keine Weltanschauung sei, sondern vielmehr eine Methode, an einer Weltanschauung zu arbeiten, um ein objektives Gesamtbild der Welt im Sinne einer menschenwürdigen Gestaltung der Zukunft zu gewinnen. Demnach sei er Programm, Auftrag und Aufforderung auch in gesellschaftlicher Hinsicht der sozialen und kulturellen Evolution. Der evolutionäre Humanismus fördere die Suche nach intellektuellen Kooperationsgewinnen. Diese ließen sich nicht nur im Gespräch zwischen den Wissenschaften, sondern auch im Gespräch zwischen Wissenschaft, Kunst, Religion, Literatur, Musik und Philosophie erzielen. Recht verstanden bedeute Evolution nicht nur Differenzierung und Anpassung, sondern auch Integration – also die Verbindung von Systemen zu immer leistungsfähigeren Komplexen. Der Mensch könne überall leben, sogar (für begrenzte Zeit) im Weltraum. Ein so akzentuierter evolutionärer Humanismus wäre eine Theorie der biologischen Differenz; sie hätte zu erforschen, wie und warum der Mensch diejenigen Grenzen immer weiter hinausschieben könne, welche die Natur den übrigen Lebewesen aufzuerlegen scheint. Eine Synopse aller wissenschaftlichen Disziplinen, wie Kant sie in seiner Architektonik der reinen Vernunft ins Auge fasste, sei der allein noch offene Weg, um ein rational zu rechtfertigendes Weltverständnis zu erreichen. Der evolutionäre Humanismus sei demnach ein Schritt auf diesem Wege.

### Harari: Züchtung des Übermenschen
In Eine kurze Geschichte der Menschheit definiert Yuval Noah Harari den evolutionären Humanismus als eine der drei „humanistischen Religionen“, die anstelle von Göttern „den Homo sapiens verehren“ würden (für Harari gibt es keinen grundlegenden Unterschied zwischen Ideologien und Religionen). Kernaussagen seien: „Die menschliche Natur unterliegt Veränderungen. Die Menschen können zum Untermenschen degenerieren oder sich zum Übermenschen entwickeln“ und „Das oberste Gebot ist der Schutz der Menschheit vor der Degeneration zum Untermenschen und die Züchtung des Übermenschen.“ Musterbeispiel eines evolutionären Humanismus sei die Rassenideologie des Nationalsozialismus. Zwar habe die Wissenschaft später die „kruden“ Rassentheorien widerlegt, aber Vorstellungen von einer „Überlegenheit der weißen Rasse“ seien noch lange, und nicht nur von Nationalsozialisten, weiter vertreten worden. Die Zukunft dieses evolutionären Humanismus sei zu Beginn des neuen Jahrtausends unklar, da sich auch heute wieder Menschen für „eine biologische Aufrüstung des Menschen zum Übermenschen“ aussprechen würden, nun ohne Bezug auf angeblich minderwertige Rassen und Völker.
Hararis Einordnung wurde von anderen Autoren scharf kritisiert. Michael Schmidt-Salomon entgegnete, dass Harari „haarsträubende Fehler“ begehe und nicht nur den theistisch-religiösen (mitunter auch okkulten) Charakter der NS-Ideologie verkenne, sondern auch sämtliche Kriterien unterlaufe, mithilfe derer sich humanistische von antihumanistischen Weltanschauungen sinnvollerweise unterscheiden lassen. Das Weltbild der Nationalsozialisten sei weder humanistisch noch evolutionär gewesen. Die Identifikation würde ignorieren, wie der Begriff evolutionärer Humanismus seit Jahrzehnten in der internationalen Debatte verwendet würde. Die Richard Dawkins Foundation wies darauf hin, dass Harari die Begriffe Religion und Humanismus eigenwillig verwende, wenn Religion nach seiner Lesart jeder Ideenkomplex sei, der eine Gesellschaft ordne, indem die meisten Mitglieder dieser Gesellschaft daran glauben. Der Humanismus sei für Harari die herrschende Religion der Moderne, wobei es unerheblich sei, ob die herrschenden Werte sich auf generierende Narrative von Göttern beziehen oder nicht. Bemerkenswert sei jedenfalls, dass für Harari die Geschichte der theistischen Religion als bestimmende Kraft abgeschlossen ist.

## Positionen

### Naturalismus
Wesentliches Merkmal des evolutionären Humanismus ist sein naturalistischer Charakter. Nach Auffassung des protestantischen Theologen Martin Fritz (Leiter Grundsatzfragen Evangelische Zentralstelle für Weltanschauungsfragen) handelt es sich um einen „radikalen Naturalismus, der alles Sein in der Welt als geschlossenes System von naturgesetzlich-kausal ablaufenden Prozessen versteht“. Heute sei dieser Naturalismus durch populärwissenschaftliche und populärphilosophische Vermittlung zu einem „Massenphänomen“ geworden und gelte unter naturwissenschaftlich orientierten Menschen als „Standardweltsicht“.

### Menschen sind die sozialsten Tiere
Gemäß der Darstellung nach Schmidt-Salomon werden folgende Positionen vertreten: Der Mensch (Homo sapiens) gehört zur Familie der Menschenaffen (Hominidae). Die Abstammungslinien zwischen den Arten ist kontinuierlich. Die Evolution macht keine Sprünge. Daher sind die Unterschiede von einer Generation zur nächsten nur sehr klein und es gibt keine grundsätzliche Veränderung von Mutter zur Tochter. So gibt es keine Stelle der Entwicklung, an der dieser affenartigen Lebensform eine „unsterbliche Seele“, ein „autonomer Geist“, oder ein „freier Wille“ eingehaucht worden sein könnte, die einem Vorläufer noch gefehlt hätte.
Ein wesentlicher Unterschied zwischen Menschen und den anderen Hominiden besteht in seinem größeren Gehirn. Wie die Forschung in jüngerer Zeit ergab, können zwar auch Schimpansen und Bonobos bluffen, betrügen, lieben, hassen und sich amüsieren, wenn jemand auf ihre Scherze hereinfällt. Bei Menschen erreicht die Soziale Intelligenz jedoch ein deutlich höheres Niveau. Sie können bei anderen Gruppenmitgliedern beispielsweise besser einschätzen, ob man sich auf sie verlassen kann, oder ob sie nur auf den eigenen Vorteil aus sind, weil Menschen eine ausgeprägte Theory of Mind entwickelten. Dieses Einfühlungsvermögen geht einher mit der Fähigkeit zur exakten Nachahmung, was nicht nur die Kooperationsfähigkeit verbessert, sondern auch die Grundvoraussetzung menschlicher Kulturleistungen ist. Dies ermöglicht erst Sprache, Lesen, Schreiben, Rechnen, Musik. Michael Schmidt-Salomon spitzte das mit dem Satz zu, „der Mensch ist der Affe, der am besten nachäffen kann“.
Der evolutionäre Humanismus steht diesbezüglich im Gegensatz zum klassischen Humanismus. Der zieht teilweise eine „sakrosankte Trennlinie“ zwischen Mensch und Tier. Cicero, der Urvater des Humanismus, begründet beispielsweise die besondere Würde des Menschen in scharfer Abgrenzung zum Tier.

### Gegenseitige Hilfe – ein evolutionäres Prinzip
Ethische Prinzipien haben soziobiologische Ursachen. Kooperation, Ge- und Verbote, sowie die Grundlagen der Ethik entwickelten sich evolutionär, lang vor dem Auftreten des Menschen im Tierreich und sind beim Menschen besonders ausgeprägt.
Ihren Ursprung hat diese Erkenntnis bei Darwin. Jedoch wurde seine Darstellung vom „Kampf ums Dasein“ fehlinterpretiert und führte zur Theorie des Sozialdarwinismus. Pjotr Alexejewitsch Kropotkin wandte sich schon Anfang des Zwanzigsten Jahrhunderts ausführlich sowohl gegen den Sozialdarwinismus als auch gegen metaphysische Begründungen von Moralprinzipien. Solche Prinzipien organisieren sich in seiner Sichtweise gleichsam von selbst, wenn Menschen in Gemeinschaft aufeinander angewiesen sind. Der Evolutionstheoretiker Franz M. Wuketits sagt, wenn Kropotkin meint, Geselligkeit sei genauso ein Naturgesetz wie der „Kampf“ gegeneinander, dann kann man ihm aus Darwins Sicht nur voll beipflichten.
Von Insekten wie Ameisen und Bienen bis zu Säugetieren wie Wolfsrudel, Elefantenherden und Horden von Pavianen gibt es Zusammenarbeit und gegenseitige Hilfe. Kropotkin meint, dass das Gesellschaftsleben im Kampf ums Dasein – im weitesten Sinn des Wortes – die mächtigste Waffe ist. Gemeinschaften sind jedoch nicht bei allen Arten entwickelt. Beispiele sind Braunbären, Tiger, oder Igel. Ob eine Spezies Geselligkeit aufweist, hängt nicht zuletzt von ökologischen Faktoren ab.
Gegenseitige Hilfe ist nicht auf die eigene Gruppe beschränkt, sogar nicht einmal auf die eigene Art. Kropotkin führt ein Beispiel auf, an dem keine Menschen beteiligt sind. Zwei flügge gewordene Zaunkönige sind davongeflogen und im Nest von Rotkehlchen gefunden worden. Dort wurden sie wie die eigenen Jungen gefüttert.
Wuketits findet es bemerkenswert, dass es nach Kropotkin zwar große Erkenntnisgewinne gab, seine Grundideen jedoch erfrischend aktuell sind. Wie Darwin ging Kropotkin davon aus, dass das Moralverhalten nicht vom Himmel gefallen ist, sondern natürlichen Ursprungs ist. Das menschliche Erkennen, Denken, Handeln, Fühlen und Wollen liegt tief in der Naturgeschichte des Lebens verwurzelt.
Schmidt-Salomon pflichtet Kropotkin bei, ergänzt jedoch, dass die gegenseitige Hilfe auch Schattenseiten hat. Die Solidarität der Gruppe kann derart gesteigert bzw. dann übersteigert werden, dass im Ergebnis gerade aus der Solidarität höchstes Unrecht erwachsen kann, weil Nächstenliebe und Fernstenhass häufig Hand in Hand gehen. Gemeint ist das kriegstreiberische In-Group- vs. Out-Group-Phänomen, das beispielsweise in Religionen und dogmatischen Ideologien zu Fanatismus bis hin zur Bereitschaft zu Massenmord an den (bösen) anderen führen kann.
Aber selbst solche Phänomene sind nicht auf die Welt des Menschen beschränkt. So wurden beispielsweise bei staatenbildenden Insekten wie Ameisen und Bienen, oder auch bei Affen wie im Schimpansenkrieg von Gombe Vernichtungsfeldzüge gegen andere Gruppen derselben Art beobachtet, was früher als menschenspezifische Unart galt.
Beim Menschen kann sich die gegenseitige Hilfe ausweitend von Gruppen über Staat, Staatengemeinschaften und schließlich – im Idealfall – zur ganzen Menschheit. Gegenspieler ist allerdings die potentiell feindselige In-Group-Out-Group-Differenzierung.
Im Normalfall ist Kooperation und gegenseitige Hilfe jedoch konstruktiv. Nur durch ein ungeheures Maß davon konnte die Wissenschaft die Geheimnisse der Welt erforschen, komplexe Erfindungen gemacht, die Wunderwerke der Kunst erschaffen, Freiheit und Gerechtigkeit erkämpft werden.

### Menschenrechte

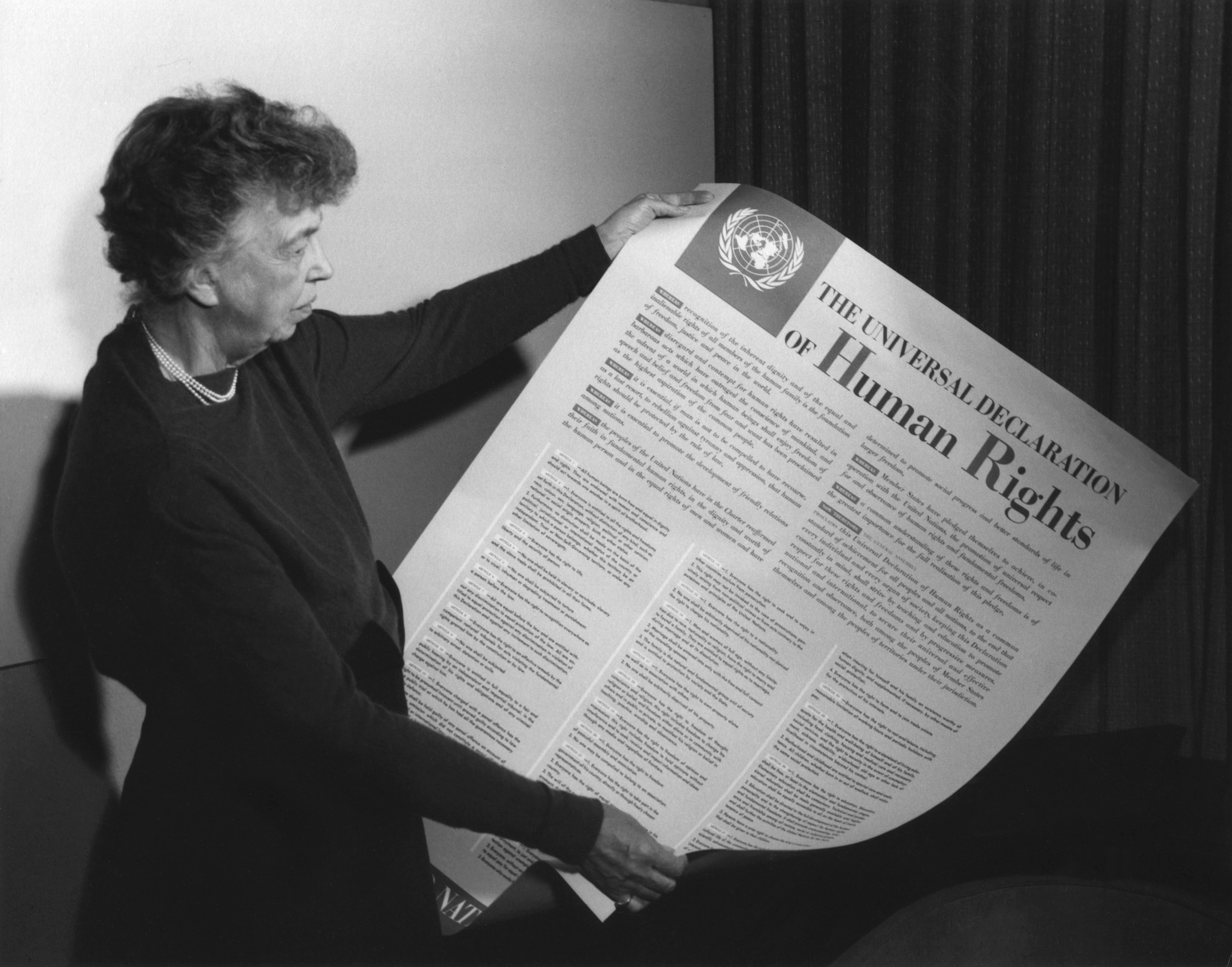
Eleanor Roosevelt mit einem Ausdruck der Allgemeinen Erklärung der Menschenrechte auf Englisch (Universal Declaration of Human Rights, November 1949)

Der evolutionäre Humanismus verlangt eine weltanschaulich neutrale Politik. Völlig neutral kann sich ein Staat allerdings nur dort verhalten, wo die humanistischen, auf den Menschenrechten beruhenden ethischen Prinzipien des – in Deutschland – Grundgesetzes nicht auf dem Spiel stehen. Jeder moderne Rechtsstaat muss auf der im Hintergrund stehenden Leitkultur von Humanismus und Aufklärung basieren. Diese ist weder national, noch religiös, sondern international verankert und säkular geprägt.
Die Allgemeine Erklärung der Menschenrechte ist ein Ergebnis der Soziokulturellen Evolution und hat Vorläufer in der Antike. Ihre Entwicklung ist eng mit dem Prozess der Säkularisierung der Gesellschaft und ihrer politischen Institutionen verbunden.

### Evolutionäre Anlagen der Religiosität
Bereits im Babyalter erstellen wir „kognitive Karten“ unserer Umgebung, die erweitert und revidierert werden, wenn sie im Konflikt mit unserem vorherigen „Weltwissen“ stehen. Dabei entwickeln wir bereits früh ein gewisses Vorverständnis von Naturgesetzen, weshalb Babys verdutzt sind, wenn ein Ball plötzlich auf einer schiefen Ebene nach oben läuft. Von Kindesbeinen an machen wir fast schon wissenschaftliche Experimente, um die Welt zu untersuchen. Natürlich unterlaufen uns dabei Fehler und wir vermuten Zusammenhänge, wo es keine gibt. In dieser Hinsicht geht es Menschen nicht anders als den berühmten „abergläubischen Ratten“ von Paul Watzlawik.
Beim Experiment „die abergläubische Ratte“ wurden Ratten in einen Käfig mit einem Futtertrog gebracht. Den Weg zum Trog konnten sie in 2 Sekunden zurücklegen. Allerdings wurde dort nur dann Futter eingefüllt, wenn sie mehr als 4, aber weniger als 5 Sekunden für die Zurücklegung des Wegs brauchten. Hatte eine Ratte einmal Fresserfolg, führte sie bei weiteren Versuchen meist die gleichen Aktivitäten zur Überbrückung der Zeit erneut durch. Dabei entstanden verschiedene, oft skurrile Verhaltensweisen, die manchmal an religiöse Rituale wie die Echternacher Springprozession erinnerten. Dass diese völlig irrelevant waren, blieb ihnen verborgen. Menschen können durch ihre gegenüber anderen Tieren bessere Kommunikationsfähigkeit, Rituale auch auf andere Individuen übertragen und gemeinsame Kulte schaffen. In der Psychologie werden derartige Experimente als nichtdeterministisches Experiment bezeichnet.
Parallelen zu Menschen die „Götter“, die „Natur“, oder das „Schicksal“ gnädig stimmen wollen sind offensichtlich. Offenbar ist unser Gehirn auf die Suche nach Sinnzusammenhängen ausgerichtet, was nicht nur von der Esoterikbranche leidlich ausgenutzt wird.
In der Frühzeit seiner kulturellen Evolution musste der Mensch noch viele Lücken mit (aus heutiger Sicht) oftmals wirren Spekulationen füllen. Erst spät wurde die Wissenschaftliche Methodik entwickelt und klarere Erkenntnisse gewonnen.

## Verbreitung
Im deutschsprachigen Raum ist der Begriff des evolutionären Humanismus eng mit der Giordano-Bruno-Stiftung verbunden, in deren Auftrag Vorstandssprecher Michael Schmidt-Salomon im Jahr 2005 das Buch Manifest des evolutionären Humanismus erstellte und dessen Thesen regelmäßig in die Öffentlichkeit eingebracht werden.
- Im Jahr 2014 wurde die Partei der Humanisten gegründet, die in ihrem Leitbild das Konzept des evolutionären Humanismus verankert hat.[34]
- Die Säkulare Flüchtlingshilfe geht in ihrem Selbstverständnis aus dem Jahr 2017 vom evolutionären Humanismus aus.[35]
- Die Kirche des Fliegenden Spaghettimonsters Deutschland e. V. (KdFSMD) bezieht sich in ihrer Satzung von 2018 mit einem „besonderen Schwerpunkt“ auf den evolutionären Humanismus.[36]
- In Kroatien wurde 2011 das Centar za gradansku hrabrost (Zentrum für Civilcourage) gegründet, welches das Konzept des evolutionären Humanismus von der Giordano-Bruno-Stiftung übernahm.[37]